# لورين جاكسون
لورين جاكسون (بالإنجليزية: Lauren Jackson) مواليد 11 مايو 1981 في ألبوري، هي لاعبة كرة سلة أسترالية معتزلة. بدأت مسيرتها الاحترافية في سنة 1997. تم اختيارها من قبل فريق سياتل ستورم خلال الدرافت. مثلت منتخب بلادها. شاركت في دورة الألعاب الأولمبية الصيفية سنة 2000. حققت المركز الأول في كأس العالم لكرة السلة للسيدات 2006. اعتزلت اللعب في 2016. فازت بلقب دوري المحترفات. شاركت 7 مرات في مباراة كل النجوم.

## المسيرة الاحترافية
لعبت مع سياتل ستورم من سنة 2001 إلى 2012، ثم لعبت مع يونجين سامسونغ بلومينكس في سنة 2007، ثم لعبت مع روس كاسارس فالنسيا في سنة 2011.

## الميداليات
| الميدالية | المسابقة                           |
| --------- | ---------------------------------- |
| فضية      | الألعاب الأولمبية الصيفية 2000     |
| فضية      | الألعاب الأولمبية الصيفية 2004     |
| فضية      | الألعاب الأولمبية الصيفية 2008     |
| برونزية   | الألعاب الأولمبية الصيفية 2012     |
| برونزية   | كأس العالم لكرة السلة للسيدات 1998 |
| برونزية   | كأس العالم لكرة السلة للسيدات 2002 |
| ذهبية     | كأس العالم لكرة السلة للسيدات 2006 |

## روابط خارجية
- لورين جاكسون على موقع الاتحاد الدولي لكرة السلة (الإنجليزية)
- لورين جاكسون على موقع الاتحاد الوطني لكرة السلة النسائية (الإنجليزية)
- لورين جاكسون على موقع كرة السلة الأوروبية.كوم (الإنجليزية)
- لورين جاكسون على موقع ريلجم (الإنجليزية)
- لورين جاكسون على موقع بروبوليرز (الإنجليزية)
- لورين جاكسون على موقع قاعة مشاهير كرة السلة للسيدات (الإنجليزية)
- لورين جاكسون على موقع سبورتس رفرنس (الإنجليزية)
- لورين جاكسون على موقع سبورتس رفرنس (الإنجليزية)
- لورين جاكسون على موقع اللجنة الأولمبية الدولية (الإنجليزية)
- لورين جاكسون على موقع أوليمبيديا (الإنجليزية)